# تپه قلعه‌کتی احمدکلا
تپه قلعه کتی بالا احمد کلا مربوط به هزاره اول - دوران‌های تاریخی پس از اسلام است و در شهرستان بابلسر، روستای بالا احمد کلا واقع شده و این اثر در تاریخ ۲۶ اردیبهشت ۱۳۵۶ با شمارهٔ ثبت ۱۴۰۹ به‌عنوان یکی از آثار ملی ایران به ثبت رسیده‌است.